# Christoph Demantius
Johann Christoph Demantius (né à Reichenberg en Royaume de Bohême le 15 décembre 1567 - mort à Freiberg le 20 avril 1643) est un compositeur, théoricien de la musique, écrivain et poète allemand. Il est l'exact contemporain de Monteverdi, et représente une transition dans la musique luthérienne allemande entre la musique polyphonique de la Renaissance et la musique baroque.

## Biographie
Il nait à Reichenberg (appelé désormais Liberec, en République tchèque au nord de Prague près de la frontière de l'Allemagne) et débute probablement sa formation dans ce lieu, bien que très peu d'informations soient disponibles sur les débuts de son existence. Au début des années 1590, il réside à Bautzen, où il écrit un manuel scolaire et obtient un diplôme de l'université de Wittenberg en 1593. Un an plus tard, il déménage à Leipzig et devient cantor à Zittau en 1597 où il fut probablement le professeur du jeune Melchior Franck.
Son poste suivant, qu'il conserve toute sa vie, est celui de cantor de la cathédrale de Freiberg, en Saxe. La Guerre de Trente Ans causa une rupture dans sa vie et la plupart de ses enfants, issus de quatre différents mariages, moururent des privations causées par la guerre.
Johann Sebastian Bach utilise ses textes dans deux cantates, les BWV 19 et 70

## Œuvres
Demantius est un compositeur extrêmement prolifique, mais nombre de ses œuvres ont été perdues. Il est d'un point de vue stylistique un successeur de Lassus, qui travaillait également en Allemagne pendant la première partie de la vie de Demantius. Il écrivit la plupart de ses œuvres avant la Guerre de trente ans ; il est probable que les difficultés liées à la guerre et en particulier le manque de musiciens pour exécuter ses œuvres, rendaient plus difficiles la composition et la publication de sa musique.
Dans le domaine de la musique religieuse, Demantius écrit des motets, des messes, des arrangements de Magnificat, de psaumes, d'hymnes et une remarquable Passion selon saint Jean, l'une des adaptations les plus importantes de la Renaissance tardive. Cette œuvre à six voix est considérée comme la dernière dans le style des motets allemands consacrés à une Passion ; ceux composés ultérieurement devaient aller vers une forme plus dramatique dont le point culminant devait être la Passion selon saint Jean de Johann Sebastian Bach. L'adaptation de Demantius comprend un arrangement du chapitre 53 d'Isaïe en plus du texte habituel de l'Évangile selon Jean.
Ses motets appartiennent au style de la Renaissance tardive et sont luthériens ; certains sont en allemand, d'autres en latin. Ils sont plutôt traditionnels dans le sens qu'ils n'utilisent pas les innovations baroques apportées par les Italiens comme le style concertato ou la basse continue, ces deux nouveautés étant largement utilisées en Allemagne en 1610 ; cependant, Demantius utilise un langage extrêmement personnel bien qu'usant de formes traditionnelles et très différent de la polyphonie d'un Palestrina adoptée par les autres compositeurs considérés comme conservateurs.
Il écrit aussi de la musique profane, vocale et instrumentale, avec des thrènes des danses, épithalames et de nombreux autres ouvrages de circonstance. La plupart du temps il écrivait lui-même la poésie de ses propres musiques.
Comme théoricien de la musique, il est connu pour avoir réuni les termes musicaux dans le premier dictionnaire de ce type en langue allemande. Il publia aussi un manuel pour l'enseignement de la musique à l'école, Forma musices en 1592 à Bautzen.